# 维亚切斯拉夫·卡尔宾斯基
维亚切斯拉夫·阿列克谢耶维奇·卡尔宾斯基（俄语：Вячеслав Алексеевич Карпинский，1880年1月16日—1965年3月20日），俄罗斯帝国的马克思主义革命者、经济学博士，《真理报》编辑委员会成员，写作了大量关于列宁、布尔什维克、苏维埃的书籍、文章。1926年成为首位荣获“社会主义劳动英雄”的记者。